# خفاش مصاص الدماء
الخفافيش الماصة للدماء أو العَلُوقِية أو مصاصة أو نزافة هي خفافيش مصدر غذائها هو الدم، وهي سمة غذائية تسمى ابتلاع الدم. وتوجد ثلاثة أنواع من الخفافيش التي تتغذى على الدم فقط، هي: الخفاش مصاص الدماء العادي (Desmodus rotundus) والخفاش مصاص الدماء مشعر الأرجل (Diphylla ecaudata) والخفاش مصاص الدماء أبيض الأجنحة (Diaemus youngi). وتنتمي الأنواع الثلاثة لـ العالم الجديد، بدءًا من المكسيك إلى البرازيل وتشيلي والأرجنتين.

## الأنواع
نظرًا لوجود اختلافات بين الأنواع الثلاثة، فقد تم وضع كل نوع في جنس مختلف، ويتألف كل جنس من نوع واحد. وفي المنشورات الأقدم، وُضعت هذه الأنواع الثلاثة داخل فصيلة بمفردها، هي فصيلة النزّافات (Desmodontidae)، ولكن قام علماء التصنيف الآن بتجميعها باعتبارها فصيلة فرعية، ديزمودونتني (Desmodontinae)، مع الخفاش الأمريكي ذي الأنف الورقي من فصيلة فيلوستوميداي (Phyllostomidae).[بحاجة لمصدر]
ويدل تشابه الأنواع الثلاثة المعروفة من الخفافيش مصاصة الدماء ببعضها البعض أكثر من أي نوع آخر على أن عادات الحيوانات المعتاشة بالدم (التي تتغذى على الدم) تطورت مرة واحدة فقط، وأن هذه الأنواع الثلاثة ربما تتقاسم أصلاً مشتركًا.[بحاجة لمصدر]

## التشريح

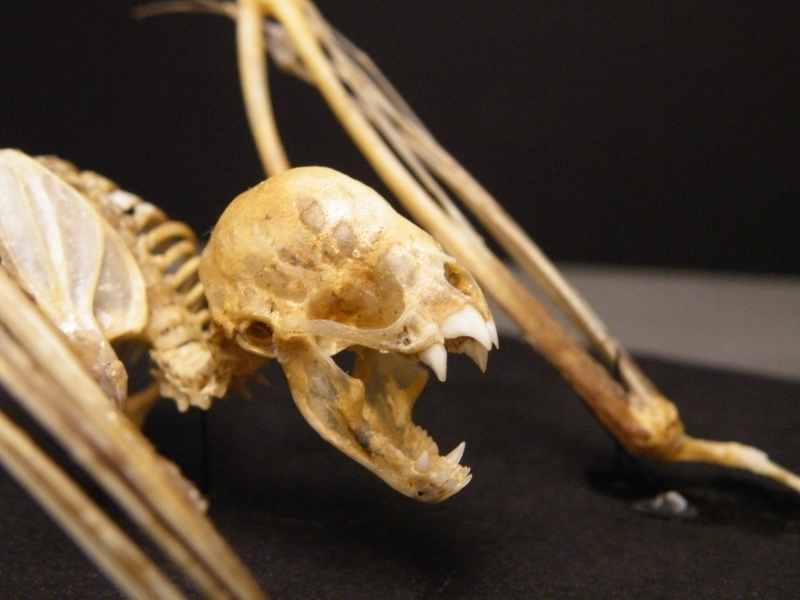
الهيكل العظمي لخفاش مصاص دماء، تظهر فيه القواطع والأنياب المميزة

على عكس الخفافيش آكلة الفاكهة، فإن الخفاش مصاص الدماء لديه خطم قصير ومخروطي الشكل. كما يفتقر إلى الأنف الورقية، ولديه بدلاً من ذلك وسائد عارية مع أَتلاَم على شكل حرف U على رأس الأنف. يمتلك الخفاش مصاص الدماء العادي مستقبلات حرارية على أنفه،  وهي تساعده في تحديد أماكن تدفق الدم بالقرب من جلد الفريسة. وتم العثور على نواة في مخ الخفافيش مصاصة الدماء والتي تتميز بموضع وهيستولوجيا مشابهة لـ مستقبلات الأشعة تحت الحمراء في الثعابين ذات أجهزة استشعار الأشعة تحت الحمراء.
يتميز الخفاش مصاص الدماء عمومًا بأذنين صغيرتين وذيل قصير. وأسنانه الأمامية متخصصة في القطع، بينما تتسم أسنانه الخلفية بأنها أصغر بكثير من حجمها في الخفافيش الأخرى. وتتميز الأكيمة السفلية، وهي ذلك الجزء في مخ الخفاش الذي يعالج الأصوات، بتكيفها بشكل جيد للكشف عن أصوات التنفس العادية للحيوانات النائمة التي تمثل المصدر الأساسي لغذاء الخفاش.[بحاجة لمصدر]
في الوقت الذي فقدت فيه كل الخفافيش الأخرى تقريبًا قدرة المشي على الأرض، فإن الخفافيش مصاصة الدماء يمكنها أيضًا الركض باستخدام طريقة مشي بالوثب فريدة من نوعها، وتستخدم فيها قوائمها الأمامية بدلاً من قوائمها الخلفية لتوليد القوة؛ حيث إن الأجنحة أقوى بكثير من الأقدام. ويبدو أن هذه القدرة على الركض قد تطورت بشكل مستقل داخل سلالة الخفافيش.
تستعين الخفافيش مصاصة الدماء بالأشعة تحت الحمراء لتحديد البقع الدموية الساخنة في أجسام فرائسها، وذلك حسبما ذُكر في دراسة نُشرت في مجلة الطبيعة (Nature). وتُستقبل إشارات الأشعة تحت الحمراء عبر الوهدات الورقية الثلاثة التي يبلغ قطرها 1 ملم في الخفافيش، وتوجد هذه الوهدات حول الأنف ويمكنها تغيير الاتجاه عند الضرورة. مع العلم أن الفقاريات الأخرى الوحيدة القادرة على الكشف عن الأشعة تحت الحمراء هي ثعابين البواء والأصلات وأفاعي الحُفر، وجميعها لديها وهدات. وتقوم مجموعة من الخلايا العصبية، تسمى عُقدة الثلاثي التوائم (TG)، المرتبطة بالأعصاب الثلاثية التوائم المسؤولة عن حدوث الأحاسيس في الوجه، بتحفيز الوهدات الورقية. وتحتوي عُقدة الثلاثي التوائم في الخفافيش مصاصة الدماء على عصيبات ذات قطر كبير تشبه تلك الموجودة في الثعابين الحاملة للوهدات، بينما تكون عُقدة الثلاثي التوائم أصغر بكثير في الخفافيش آكلة الفاكهة.

## البيئة ودورة الحياة
تميل الخفافيش مصاصة الدماء للعيش في مستعمرات في أماكن حالكة الظلام تقريبًا، مثل الكهوف والآبار القديمة والأشجار المجوفة والبنايات. وتتجول في أمريكا الوسطى إلى أمريكا الجنوبية وتعيش في بيئات مختلفة، منها المناطق القاحلة والرطبة والمدارية وشبه المدارية. ويمكن أن تصل أعداد مستعمرة الخفافيش مصاصة الدماء إلى الآلاف في المجاثم. ويتألف الهيكل الاجتماعي الأساسي للخفافيش الجواثم من الإناث وصغارها وعدد قليل من الذكور البالغة، المعروفة باسم «الذكور المستوطنة» ومجموعة منفصلة من الذكور، المعروفة باسم «الذكور غير المستوطنة». وفي الخفافيش مصاصة الدماء مُشعرة الأرجل، يكون التقسيم الهرمي للذكور غير المستوطنة أقل صرامة مما هو في الخفافيش مصاصة الدماء العادية. ويُقبل وجود الذكور غير المستوطنة في الحريم عندما تنخفض درجة الحرارة المحيطة. ويشير هذا السلوك إلى التنظيم الحراري الاجتماعي.
تتزاوج الذكور المستوطنة والإناث في الحريم، ولكن من الشائع أن تتناسل الذكور الدخيلة مع الإناث. وعادةً ما يظل صغار الأنثى في مجموعات ولادتهم إلا إذا ماتت الأم أو انتقلت. ويمكن العثور على العديد من السلالات الأموية في المجموعة الواحدة؛ حيث تنضم إناث دخيلة بانتظام إلى المجموعات. وتميل صغار الذكور إلى العيش في مجموعات ولادتهم حتى يبلغوا عامين، وفي بعض الأحيان تقوم الذكور البالغة المستوطنة بطردهم بالإكراه.
يُعتقد أن الخفافيش مصاصة الدماء هي النوع الوحيد من الخفافيش في العالم التي "تتبنى" خفاشًا صغيرًا غير ولدها إذا حدث مكروه لأم الصغير. كما تتشارك الخفافيش مصاصة الدماء في رابطة عائلية قوية مع أفراد المستعمرة، والذي يُعتقد أنه السبب في كونها الخفافيش الوحيدة التي تتسم بصفة التبني هذه. وهناك تصرف فريد آخر تتسم به الخفافيش مصاصة الدماء؛ ألا وهو مشاركة الطعام. يستطيع الخفاش مصاص الدماء أن يعيش لمدة يومين فقط دون الحصول على وجبة من الدم، ومع ذلك، فإنه لا يضمن العثور على طعام كل ليلة. وهذا يمثل مشكلة، لذا، عندما يفشل الخفاش في العثور على طعام، فإنه كثيرًا ما "يستجدي" خفاشًا آخر ليمنحه طعامًا. ويمكن أن يتقيأ الخفاش "المضيف" كمية صغيرة من الدم لإطعام عضو المستعمرة الآخر. وقد أشار العديد من علماء الطبيعة إلى هذا السلوك بوصفه مثالاً على الإيثار المتبادل في الطبيعة. وتشترك الخفافيش مصاصة الدماء أيضًا في التنظيف والرعاية الاجتماعية لأجسام بعضها البعض. ويحدث هذا عادةً بين الإناث وصغارها، ولكنه مهم أيضًا بين الإناث البالغة. وغالبًا ما يرتبط التنظيف والرعاية الاجتماعية للجسم بمشاركة الطعام.

## التغذية

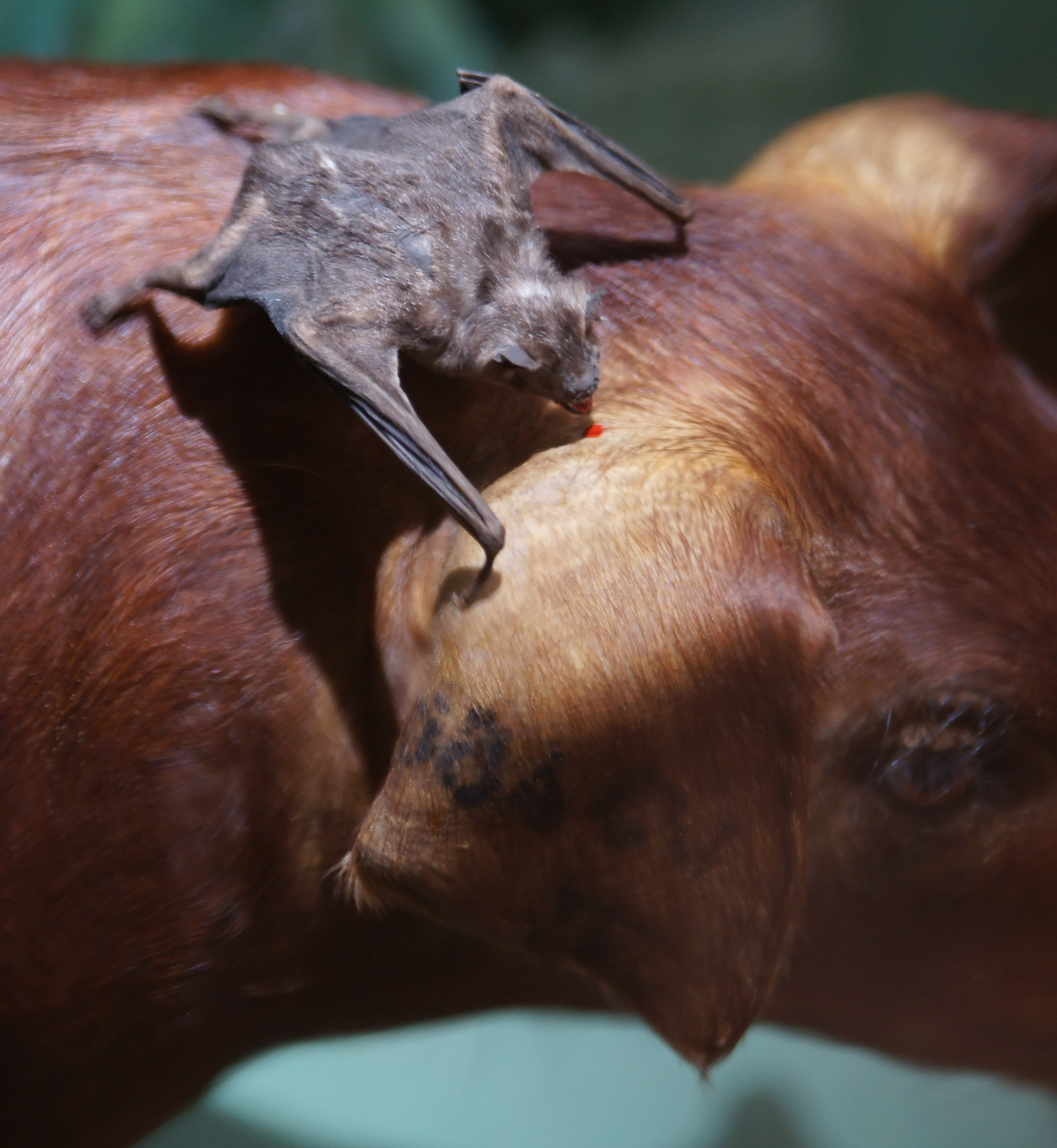
خفاش مصاص دماء يتغذى على خنزير (نموذج تحنيط الحيوانات)

تقوم الخفافيش مصاصة الدماء بالصيد فقط عندما يخيم الظلام الحالك. ومثل الخفافيش آكلة الفاكهة، وعكس الخفافيش آكلة الأسماك وآكلة الحشرات، فإنها تصدر نبضات صوتية منخفضة الطاقة فقط. ويتغذى الخفاش مصاص الدماء العادي غالبًا على دماء الثدييات (وتتضمن البشر أحيانًا)، بينما يتغذى الخفاش مصاص الدماء مُشعر الأرجل والخفاش مصاص الدماء أبيض الأجنحة على دماء الطيور. وما أن يحدد الخفاش مصاص الدماء العادي عائلاً، مثلاً حيوانًا ثدييًا نائمًا، فإنه يهبط ويقترب منه على الأرض. ومن ثم، فمن المرجح أن يستخدم الإحساس بالحرارة لتحديد مكان دافئ على جلد الفريسة ليعضه.
تتميز الخفافيش مصاصة الدماء بأنها رشيقة جدًا وأثبتت دراسة حديثة أن الخفافيش مصاصة الدماء العادية يمكنها، إلى جانب المشي، الركض بسرعة تصل إلى 7.9 كم في الساعة (4.9 أميال في الساعة). وتحدد مكانًا مناسبًا على جلد الفريسة لعضه باستخدام مستشعرات الأشعة تحت الحمراء. ومن ثم، تقوم بعمل شقّ صغير بأسنانها وتلعق الدم من الجرح.

كما ذكر أرثر إم جرينهل (Arthur M. Greenhall):
| خفاش مصاص الدماء | The most common species, the common vampire (Desmodus) is not fastidious and will attack any warm-blooded animal. The white-winged vampire (Diaemus) appears to have a special preference for birds and goats. In the laboratory it has not been possible to feed Diaemus on cattle blood. | خفاش مصاص الدماء |

إذا كان هناك فرو على جلد العائل، فإن الخفاش مصاص الدماء العادي يستخدم أنيابه وأسنانه الخدية كشفرات حلاقة لإزالة الشعر. وبعدها، تقوم أسنان القواطع العلوية الحادة جدًا لدى الخفاش بعمل قطع طوله 7 ملم وعمقه 8 ملم. ولا توجد مينا في القواطع العلوية، مما يحافظ عليها حادة جدًا دائمًا.
ويؤدي لعاب الخفاش، الذي يفرزه في الجرح الناتج عن العضة في جسم الضحية، وظيفة أساسية في التغذية من الجرح. ذلك أن اللعاب يحتوي على العديد من المركبات التي تطيل فترة النزيف، مثل مضادات التخثر التي تمنع الدم من التخثر، ومركبات تمنع تقلص الأوعية الدموية بالقرب من الجرح.

### الهضم
تزن أنثى الخفاش مصاص الدماء النموذجية 40 جرامًا ويمكنها تناول أكثر من 20 جرامًا (1 أونصة سائلة) من الدم في وجبة تستمر لمدة 20 دقيقة. ويسهّل هذا السلوك في التغذية تشريح الخفاش وفسيولوجيته للمعالجة والهضم السريعين للدم حتى يتمكن من الطيران بسرعة بعد تناول وجبته.
تمتص بطانة المعدة بلازما الدم بسرعة، التي يتم نقلها سريعًا إلى الكلى وتمر منها إلى المثانة من أجل عملية الإفراغ. ويبدأ الخفاش مصاص الدماء العادي في إخراج البول خلال دقيقتين من التغذية.
وبينما تُسهم إسالة معظم سائل الدم في جعل الإقلاع عن الأرض أسهل، فإن الخفاش يكون ما زال قد أضاف حوالي 20-30% من وزن جسمه دمًا. وللنهوض عن الأرض، يقوم الخفاش بتوليد قوة رفع إضافية عن طريق الجثوم ودفع نفسه في الهواء. وعادةً، في غضون ساعتين من الرحيل، يعود الخفاش مصاص الدماء العادي إلى المجثم ويستقر في مكانه ليمضي بقية الليل في هضم وجبته.

## صحة الإنسان

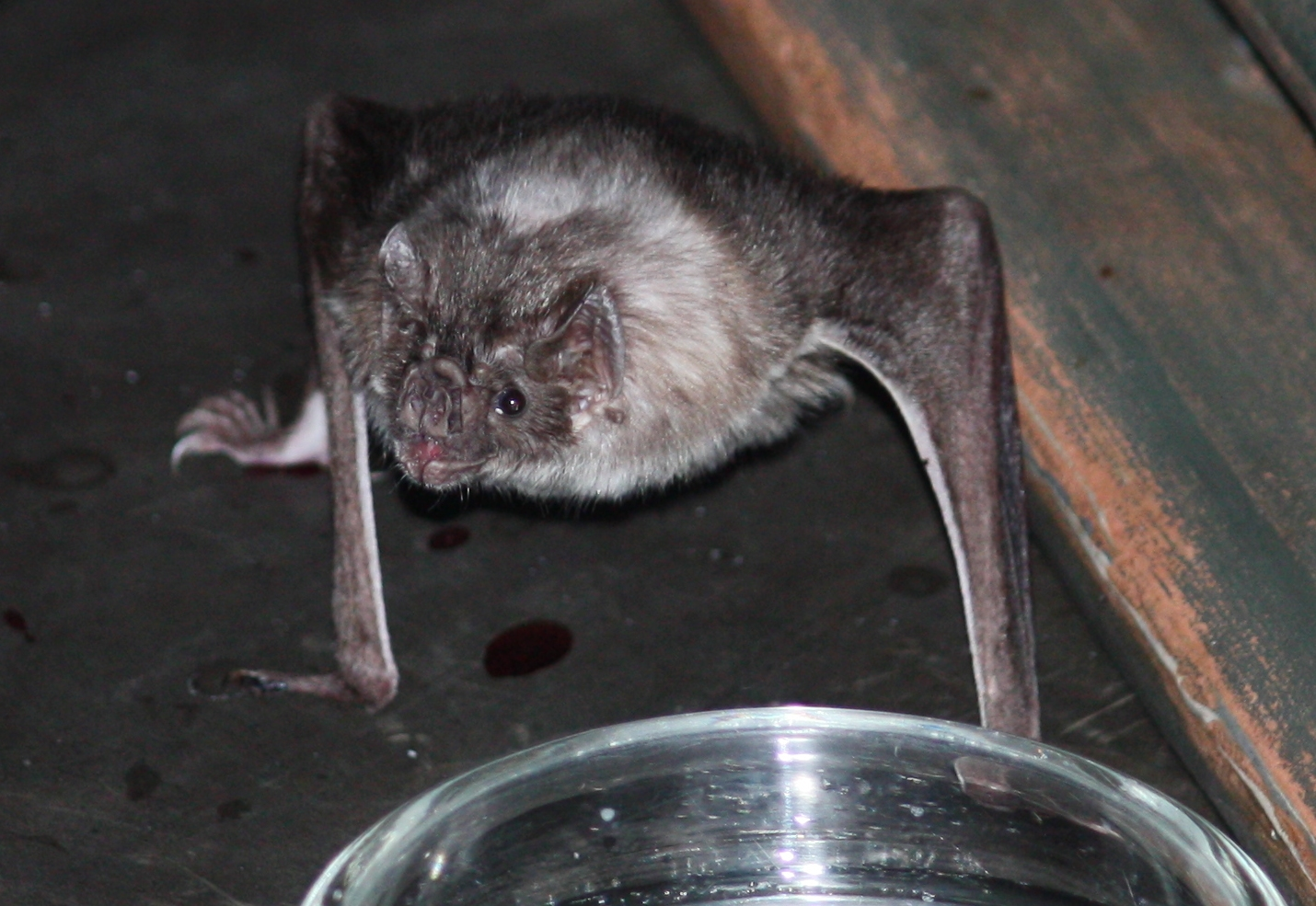
خفاش مصاص دماء في حديقة حيوان لويسفيل

تحمل 0.5% من الخفافيش داء الكلب. وبالرغم من أن معظم الخفافيش لا تحمل فيروس داء الكلب، فإن تلك التي تحمله ربما تكون خرقاء ومرتبكة وغير قادرة على الطيران، وهو ما يزيد من احتمالات اقترابها من البشر. [بحاجة لمصدر] ويوجد أعلى ظهور لداء الكلب في الخفافيش مصاصة الدماء في التجمعات الكبيرة الموجودة في أمريكا الجنوبية. ومع ذلك، فإن احتمالات انتقال العدوى إلى البشر أقل من نسبتها في الماشية المعرضة لعضات الخفافيش.
يتميز لعاب الخفافيش مصاصة الدماء بخصائص فريدة من نوعها؛ وهو ما استفاد منه الطب بشكل إيجابي. نُشرت دراسة في 10 يناير 2003، عدد السكتة الدماغية (Stroke): مجلة جمعية القلب الأمريكية (Journal of the American Heart Association)، تم فيها اختبار عقار معدّل بالهندسة الوراثية يسمى دزموتبليز، الذي يستخدم الخصائص المضادة للتخثر الموجودة في لعاب الخفاش مصاص الدماء العادي (Desmodus rotundus)، وثبت أنه يزيد من سرعة تدفق الدم لدى مرضى السكتة الدماغية.

## دور الخفافيش في الروايات الخيالية
كثيرًا ما يُستخدم الخفاش مصاص الدماء في الأفلام والكتب التي تتناول قصص مصاصي الدماء. ويتغذى مصاصو الدماء الخياليون على الدم أيضًا، ويكون ذلك عادةً للبقاء على قيد الحياة. وبالمقارنة مع الخفاش مصاص الدماء الحقيقي، فإن طريقة التغذية الأكثر شيوعًا تكون من خلال ثقب فتحة في عنق الضحية بالأنياب الحادة وامتصاص الدم من المنطقة المثقوبة. وعادةً ما يكون نشاط مصاصي الدماء الخياليين في الليل أيضًا، ونادرًا ما تخرج أثناء النهار، وهم يشبهون في ذلك الخفافيش مصاصة الدماء. وتتضمن الصفات الأخرى لمصاصي الدماء الخياليين، على سبيل المثال لا الحصر، القدرة على التحول إلى خفاش مصاص دماء والتمتع بحواس رؤية وسمع قوية مثل الحيوانات. وفي العديد من أفلام الرعب عن مصاص الدماء، يدخل الخفاش مصاص الدماء من نافذة الضحية، ثم يتحول بطريقة خيالية إلى المخلوق الأسطوري الخيالي.[بحاجة لمصدر]

## الحواشي
1. 1 2  Don E. Wilson; DeeAnn M. Reeder, eds. (2005). Mammal Species of the World: A Taxonomic and Geographic Reference (بالإنجليزية) (3rd ed.). Baltimore: Johns Hopkins University Press. ISBN:978-0-8018-8221-0. LCCN:2005001870. OCLC:57557352. OL:3392515M. QID:Q1538807.
2. ↑  وليد عبد الغني كعكة (2006). معجم مصطلحات علوم الحشرات والإدارة المتكاملة للآفات: الآفات الحشرية الزراعية و الطبية و البيطرية - إنجليزي - عربي. مطبوعات جامعة الامارات العربية المتحدة (87) (بالعربية والإنجليزية) (ط. 1). العين: جامعة الإمارات العربية المتحدة. ص. 1271. ISBN:978-9948-02-125-4. OCLC:1227861266. QID:Q125602383.
3. ↑  قاموس مصطلحات الفلاحة (بالعربية والفرنسية). الجزائر العاصمة: المجلس الأعلى للغة العربية بالجزائر. 2018. ص. 260. ISBN:978-9931-681-42-7. OCLC:1100055505. QID:Q121071043.
4. ↑  Klaus Schäfer, Hans A. Braun and Ludwig Kürten, (1988) "Analysis of cold and warm receptor activity in vampire bats and mice", Pflügers Archiv European Journal of Physiology, 412(1–2):188–194
5. ↑  Angela L. Campbell, Rajesh R. Naik, Laura Sowards and Morley O. Stone (2002). [<a href='http://web.neurobio.arizona.edu/gronenberg/nrsc581/thermo/biologicalinfraredsenses.pdf%22'>http://web.neurobio.arizona.edu/gronenberg/nrsc581/thermo/biologicalinfraredsenses.pdf</a> "Biological infrared imaging and sensing"]. Micron. ج. 33 ع. 2: 211–225. DOI:10.1016/S0968-4328(01)00010-5. PMID:11567889. {{استشهاد بدورية محكمة}}: تحقق من قيمة |مسار= (مساعدة)صيانة الاستشهاد: أسماء متعددة: قائمة المؤلفين (link)[وصلة مكسورة]
6. ↑    - Kishida، R؛ Goris، RC؛ Terashima، S؛ Dubbeldam، JL. (1984). "A suspected infrared-recipient nucleus in the brainstem of the vampire bat, Desmodus rotundus". Brain Res. ج. 322 ع. 2: 351–5. DOI:10.1016/0006-8993(84)90132-X. PMID:6509324. {{استشهاد بدورية محكمة}}: الوسيط غير المعروف |author-separator= تم تجاهله (مساعدة)
7. ↑  Riskin, Daniel K. and John W. Hermanson. 2005. Biomechanics: Independent evolution of running in vampire bats. Nature 434: 292–292. [<a href="http://www.nature.com/nature/journal/v434/n7031/abs/434292a.html%22>http://www.nature.com/nature/journal/v434/n7031/abs/434292a.html</a> Abstract,] [<a href="http://www.nature.com/nature/journal/v434/n7031/extref/434292a-s2.mov%22>http://www.nature.com/nature/journal/v434/n7031/extref/434292a-s2.mov%5Bوصلة+مكسورة%5D</a> video.] "نسخة مؤرشفة". مؤرشف من الأصل في 2020-09-15. اطلع عليه بتاريخ 2020-10-04.{{استشهاد ويب}}:  صيانة الاستشهاد: BOT: original URL status unknown (link)
8. ↑  <a href="http://www.nature.com/nature/journal/v476/n7358/full/476040a.html/ نسخة محفوظة 2020-09-15 على موقع واي باك مشين.
9. ↑  <a href="http://www.nature.com/nature/journal/v476/n7358/full/nature10245.html نسخة محفوظة 2011-10-22 على موقع واي باك مشين.
10. ↑  Gracheva, Elena O.; Cordero-Morales, Julio F.; González-Carcacía, José A.; Ingolia, Nicholas T.; Manno, Carlo; Aranguren, Carla I.; Weissman, Jonathan S.; Julius, David (2011-08). "Ganglion-specific splicing of TRPV1 underlies infrared sensation in vampire bats". Nature (بالإنجليزية). 476 (7358): 88–91. DOI:10.1038/nature10245. ISSN:1476-4687. Archived from the original on 2020-08-02. {{استشهاد بدورية محكمة}}: تحقق من التاريخ في: |تاريخ= (help)
11. ↑  <a href="http://www.cosmosmagazine.com/news/4584/vampire-bats-can-see-blood/ نسخة محفوظة 1 سبتمبر 2012 على موقع واي باك مشين.
12. 1 2 3  H.A. Delpietro, R.G. Russo. (2002) "Observations of the common vampire bat (Desmodus rotundus) and the hairy-legged vampire bat (Diphylla ecaudata) in captivity", Mammalian Biology 67(2): 65–78.
13. 1 2 3 4  Wilkinson, G. S. (1985). "The Social Organization of the Common Vampire Bat II:Mating System, Genetic Structure and Relatedness." Behavioral Ecology and Sociobiology 17(2): 123–134.
14. ↑  [<a href="http://www.batcrew.com/vampires.html] نسخة محفوظة 24 يونيو 2016 على موقع واي باك مشين.
15. ↑  Dawkins, Richard (2006) الجين الأناني, Oxford University Press p. 232
16. 1 2  Wilkinson, G. 1986. "Social grooming in the common vampire bat, Desmodus rotundus". Animal Behaviour, 34 (6): 1880–1889.
17. ↑  [<a href="http://www.pitt.edu/AFShome/s/l/slavic/public/html/courses/vampires/images/bats/vambat.html] نسخة محفوظة 04 نوفمبر 2007 على موقع واي باك مشين.
18. ↑  "vambat". مؤرشف من الأصل في 2020-07-01. اطلع عليه بتاريخ 2020-09-15.
19. ↑  Greenhall, Arthur M. 1961. Bats in Agriculture, p. 8. A Ministry of Agriculture Publication. Trinidad and Tobago.
20. ↑  Greenhall, Arthur M. (1988) "Feeding Behavior". In: Natural History of Vampire Bats (ed. by A. M. Greenhall and U. Schmidt), 111–132. Boca Raton, FL: CRC Press.
21. ↑  Christine Hawkey (1966) "Plasminogen Activator in Saliva of the Vampire Bat Desmodus rotundus", Nature, 211:434–435
22. ↑  McFarland, W. N., and W. A. Wimsatt. (1965) "Urine flow and composition in the vampire bat". Amer. Zool., 5:662–667.
23. ↑  Schutt, W. A. Altenbach, J. S. Chang, Y. H. Cullinane, D. M. Hermanson, J. W. Muradali, F. Bertram, J. E. A. (1997) "The dynamics of flight-initiating jumps in the common vampire bat Desmodus rotundus", Journal Of Experimental Biology 200(23):3003–3012
24. ↑  <a href="http://www.si.edu/Encyclopedia_SI/nmnh/batfacts.htm نسخة محفوظة 2020-07-28 على موقع واي باك مشين.

## كتابات أخرى
- Greenhall, Arthur M. 1961. Bats in Agriculture. A Ministry of Agriculture Publication. Trinidad and Tobago.
- Greenhall, Arthur M. 1965. The Feeding Habits of Trinidad Vampire Bats.
- Greenhall, A., G. Joermann, U. Schmidt, M. Seidel. 1983. Mammalian Species: Desmodus rotundus. American Society of Mammalogists, 202: 1–6.
- A.M. Greenhall and U. Schmidt, editors. 1988. Natural History of Vampire Bats, CRC Press, Boca Raton, Florida. ISBN 0-8493-6750-6; ISBN 978-0-8493-6750-2
- Campbell، A؛ Naik، RR؛ Sowards، L؛ Stone، MO. (2002). [<a href='http://web.neurobio.arizona.edu/gronenberg/nrsc581/thermo/biologicalinfraredsenses.pdf%22'>http://web.neurobio.arizona.edu/gronenberg/nrsc581/thermo/biologicalinfraredsenses.pdf</a> "Biological infrared imaging and sensing"]. Micron. ج. 33 ع. 2: 211–225. DOI:10.1016/S0968-4328(01)00010-5. PMID:11567889. {{استشهاد بدورية محكمة}}: الوسيط غير المعروف |author-separator= تم تجاهله (مساعدة) وتحقق من قيمة |مسار= (مساعدة)[وصلة مكسورة]
- Pawan, J.L. (1936b). "Rabies in the Vampire Bat of Trinidad with Special Reference to the Clinical Course and the Latency of Infection." Annals of Tropical Medicine and Parisitology. Vol. 30, No. 4. December, 1936.

## وصلات خارجية
- [<a href="http://www.darkbanquet.com%22>http://www.darkbanquet.com نسخة محفوظة 5 فبراير 2007 على موقع واي باك مشين.</a> Schutt, W.A., Jr. "Dark Banquet"] A website devoted to the biology of blood feeding creatures.
- [<a href="http://www.batcon.org%22>http://www.batcon.org</a> Bat Conservation International] A website devoted to the education, conservation and study of bats.

قالب:Phyllostomidae